# Llista de topònims de Prat de Comte
Llista de topònims (noms propis de lloc) del municipi de Prat de Comte, a la Terra Alta
Informació actualitzada per un bot. Els canvis manuals es perdran quan s'actualitzi!

## cabana
| imatge | Nom                            | Ubicat a      | instància de | Detalls | coordenades                                                          | Protecció | Commons (més fotos) | Dades a WD                    |
| ------ | ------------------------------ | ------------- | ------------ | ------- | -------------------------------------------------------------------- | --------- | ------------------- | ----------------------------- |
|        | Artigó de la Plaça             | Prat de Comte | cabana       |         | 40° 57′ 51″ N, 0° 22′ 58″ E / 40.964183771851°N,0.382830121402493°E  |           |                     | Modifica les dades a Wikidata |
|        | Corralissa de Bertolet         | Prat de Comte | cabana       |         | 40° 58′ 30″ N, 0° 25′ 37″ E / 40.9749304448061°N,0.426875677902355°E |           |                     | Modifica les dades a Wikidata |
|        | Corralissa de Jep              | Prat de Comte | cabana       |         | 40° 58′ 20″ N, 0° 25′ 22″ E / 40.9722894659246°N,0.422759639737109°E |           |                     | Modifica les dades a Wikidata |
|        | Corralissa de Pepet            | Prat de Comte | cabana       |         | 40° 58′ 31″ N, 0° 25′ 18″ E / 40.9752003396599°N,0.421624236897082°E |           |                     | Modifica les dades a Wikidata |
|        | corral de Catxico              | Prat de Comte | cabana       |         | 40° 58′ 26″ N, 0° 22′ 45″ E / 40.9738430766604°N,0.379037476289474°E |           |                     | Modifica les dades a Wikidata |
|        | corral de Felipet              | Prat de Comte | cabana       |         | 40° 57′ 55″ N, 0° 23′ 00″ E / 40.9653935658217°N,0.383352648786378°E |           |                     | Modifica les dades a Wikidata |
|        | corral de Joan Vasco           | Prat de Comte | cabana       |         | 40° 58′ 12″ N, 0° 23′ 08″ E / 40.9699588749084°N,0.385679538055281°E |           |                     | Modifica les dades a Wikidata |
|        | corral de Peret                | Prat de Comte | cabana       |         | 40° 58′ 00″ N, 0° 23′ 05″ E / 40.9665851515201°N,0.384660167406706°E |           |                     | Modifica les dades a Wikidata |
|        | corral de l'Artigó de la Meixa | Prat de Comte | cabana       |         | 40° 57′ 44″ N, 0° 22′ 57″ E / 40.9621585841391°N,0.382494315390416°E |           |                     | Modifica les dades a Wikidata |
|        | corral del Pastoret            | Prat de Comte | cabana       |         | 40° 57′ 37″ N, 0° 23′ 14″ E / 40.9603810142808°N,0.38711521006466°E  |           |                     | Modifica les dades a Wikidata |
|        | corrals del Jep                | Prat de Comte | cabana       |         | 40° 57′ 56″ N, 0° 23′ 03″ E / 40.9656649442882°N,0.384197459392505°E |           |                     | Modifica les dades a Wikidata |

## casa
| imatge | Nom                                                       | Ubicat a      | instància de | Detalls                     | coordenades                                        | Protecció                                  | Commons (més fotos) | Dades a WD                    |
| ------ | --------------------------------------------------------- | ------------- | ------------ | --------------------------- | -------------------------------------------------- | ------------------------------------------ | ------------------- | ----------------------------- |
|        | Ca la Gepa                                                | Prat de Comte | casa         | Estil: arquitectura popular | 40° 59′ 00″ N, 0° 24′ 17″ E / 40.98326°N,0.4048°E  | bé integrant del patrimoni cultural català |                     | Modifica les dades a Wikidata |
|        | Ca la Plaça                                               | Prat de Comte | casa         |                             | 40° 59′ 00″ N, 0° 24′ 20″ E / 40.98334°N,0.40546°E | bé integrant del patrimoni cultural català |                     | Modifica les dades a Wikidata |
|        | Casa Mateu                                                | Prat de Comte | casa         | Estil: arquitectura popular | 40° 59′ 00″ N, 0° 24′ 18″ E / 40.98345°N,0.40498°E | bé integrant del patrimoni cultural català |                     | Modifica les dades a Wikidata |
|        | Casa Pau                                                  | Prat de Comte | casa         | Estil: arquitectura popular | 40° 59′ 00″ N, 0° 24′ 19″ E / 40.98346°N,0.40515°E | bé integrant del patrimoni cultural català |                     | Modifica les dades a Wikidata |
|        | Casa Roc                                                  | Prat de Comte | casa         | Estil: arquitectura popular | 40° 58′ 59″ N, 0° 24′ 17″ E / 40.9831°N,0.40486°E  | bé integrant del patrimoni cultural català |                     | Modifica les dades a Wikidata |
|        | Casa la Bessona                                           | Prat de Comte | casa         | Estil: arquitectura popular | 40° 59′ 00″ N, 0° 24′ 19″ E / 40.98335°N,0.40527°E | bé integrant del patrimoni cultural català |                     | Modifica les dades a Wikidata |
|        | habitatge a la cantonada carrer Major i carrer del Portal | Prat de Comte | casa         |                             | 40° 59′ 00″ N, 0° 24′ 19″ E / 40.98345°N,0.40527°E | bé integrant del patrimoni cultural català |                     | Modifica les dades a Wikidata |

## cova
| imatge | Nom                               | Ubicat a      | instància de | Detalls | coordenades                                                          | Protecció | Commons (més fotos) | Dades a WD                    |
| ------ | --------------------------------- | ------------- | ------------ | ------- | -------------------------------------------------------------------- | --------- | ------------------- | ----------------------------- |
|        | Cau d'Arena                       | Prat de Comte | cova         |         | 40° 59′ 19″ N, 0° 24′ 29″ E / 40.988604089637°N,0.408038419157802°E  |           |                     | Modifica les dades a Wikidata |
|        | cova de Matiner                   | Prat de Comte | cova         |         | 40° 58′ 51″ N, 0° 23′ 21″ E / 40.98074741447°N,0.389175404126492°E   |           |                     | Modifica les dades a Wikidata |
|        | cova de Pasqual                   | Prat de Comte | cova         |         | 40° 59′ 10″ N, 0° 23′ 43″ E / 40.986112206299°N,0.395394088268214°E  |           |                     | Modifica les dades a Wikidata |
|        | cova de Rosselló                  | Prat de Comte | cova         |         | 40° 58′ 33″ N, 0° 24′ 36″ E / 40.9756981911438°N,0.41008894132983°E  |           |                     | Modifica les dades a Wikidata |
|        | cova de Vamos                     | Prat de Comte | cova         |         | 40° 59′ 40″ N, 0° 24′ 11″ E / 40.9945746356068°N,0.403191997628712°E |           |                     | Modifica les dades a Wikidata |
|        | cova de l'Estret                  | Prat de Comte | cova         |         | 40° 58′ 31″ N, 0° 24′ 17″ E / 40.9751602520469°N,0.404595723687106°E |           |                     | Modifica les dades a Wikidata |
|        | coves d'en Sulleva                | Prat de Comte | cova         |         | 40° 57′ 33″ N, 0° 24′ 04″ E / 40.9591333398479°N,0.401243791532937°E |           |                     | Modifica les dades a Wikidata |
|        | coves del Barranc de la Fontcalda | Prat de Comte | cova         |         | 40° 59′ 57″ N, 0° 25′ 23″ E / 40.9992443531433°N,0.423028920089756°E |           |                     | Modifica les dades a Wikidata |
|        | coves del Cocinero                | Prat de Comte | cova         |         | 40° 57′ 34″ N, 0° 24′ 36″ E / 40.9595225204765°N,0.410127677918431°E |           |                     | Modifica les dades a Wikidata |
|        | les Covasses                      | Prat de Comte | cova         |         | 40° 58′ 17″ N, 0° 24′ 57″ E / 40.97134435595°N,0.415951526573984°E   |           |                     | Modifica les dades a Wikidata |

## font
| imatge | Nom              | Ubicat a      | instància de | Detalls | coordenades                                                          | Protecció | Commons (més fotos) | Dades a WD                    |
| ------ | ---------------- | ------------- | ------------ | ------- | -------------------------------------------------------------------- | --------- | ------------------- | ----------------------------- |
|        | font d'Alladellà | Prat de Comte | font         |         | 40° 59′ 44″ N, 0° 24′ 34″ E / 40.995585182819°N,0.40948699198005°E   |           |                     | Modifica les dades a Wikidata |
|        | font de Toix     | Prat de Comte | font         |         | 40° 59′ 46″ N, 0° 25′ 36″ E / 40.9960022694556°N,0.426674106569143°E |           |                     | Modifica les dades a Wikidata |
|        | font dels Horts  | Prat de Comte | font         |         | 40° 58′ 44″ N, 0° 23′ 37″ E / 40.979012161545°N,0.39349727603664°E   |           |                     | Modifica les dades a Wikidata |

## granja
| imatge | Nom                    | Ubicat a      | instància de | Detalls | coordenades                                                          | Protecció | Commons (més fotos) | Dades a WD                    |
| ------ | ---------------------- | ------------- | ------------ | ------- | -------------------------------------------------------------------- | --------- | ------------------- | ----------------------------- |
|        | Granja de Marià Paleta | Prat de Comte | granja       |         | 40° 58′ 57″ N, 0° 23′ 59″ E / 40.9824876543774°N,0.399613516964895°E |           |                     | Modifica les dades a Wikidata |
|        | Granja de Martinès     | Prat de Comte | granja       |         | 40° 58′ 03″ N, 0° 22′ 42″ E / 40.9675151714267°N,0.378420603760674°E |           |                     | Modifica les dades a Wikidata |
|        | Granja de Ximo         | Prat de Comte | granja       |         | 40° 59′ 03″ N, 0° 24′ 26″ E / 40.9842369854871°N,0.407294319123862°E |           |                     | Modifica les dades a Wikidata |
|        | Granja del Mas         | Prat de Comte | granja       |         | 40° 59′ 09″ N, 0° 24′ 25″ E / 40.9857440099047°N,0.407021305172432°E |           |                     | Modifica les dades a Wikidata |

## masia
| imatge | Nom                               | Ubicat a      | instància de | Detalls | coordenades                                                          | Protecció | Commons (més fotos) | Dades a WD                    |
| ------ | --------------------------------- | ------------- | ------------ | ------- | -------------------------------------------------------------------- | --------- | ------------------- | ----------------------------- |
|        | Caseta d'en Foix de Felipet       | Prat de Comte | masia        |         | 40° 57′ 59″ N, 0° 26′ 31″ E / 40.9662955796811°N,0.441969589595351°E |           |                     | Modifica les dades a Wikidata |
|        | Caseta de Josep de la Madrina     | Prat de Comte | masia        |         | 40° 58′ 41″ N, 0° 23′ 41″ E / 40.9781618557559°N,0.394720627912045°E |           |                     | Modifica les dades a Wikidata |
|        | Coll d'en Guixar de Pelipet       | Prat de Comte | masia        |         | 40° 59′ 05″ N, 0° 25′ 45″ E / 40.9847113225017°N,0.429264712179724°E |           |                     | Modifica les dades a Wikidata |
|        | Mas d'Alcoverro                   | Prat de Comte | masia        |         | 40° 57′ 50″ N, 0° 24′ 36″ E / 40.9640217920843°N,0.409939791732441°E |           |                     | Modifica les dades a Wikidata |
|        | Mas d'Espinós                     | Prat de Comte | masia        |         | 40° 58′ 50″ N, 0° 26′ 53″ E / 40.9804186949552°N,0.448067481505307°E |           |                     | Modifica les dades a Wikidata |
|        | Mas d'Isidret                     | Prat de Comte | masia        |         | 40° 57′ 56″ N, 0° 24′ 59″ E / 40.965519056318°N,0.416452222319049°E  |           |                     | Modifica les dades a Wikidata |
|        | Mas d'en Bonet de la Pavana       | Prat de Comte | masia        |         | 40° 59′ 30″ N, 0° 26′ 21″ E / 40.9916717855991°N,0.439288511700139°E |           |                     | Modifica les dades a Wikidata |
|        | Mas d'en Bonet de la Plaça        | Prat de Comte | masia        |         | 40° 59′ 28″ N, 0° 26′ 12″ E / 40.9911623935382°N,0.436633630676426°E |           |                     | Modifica les dades a Wikidata |
|        | Mas d'en Foix                     | Prat de Comte | masia        |         | 40° 57′ 58″ N, 0° 26′ 34″ E / 40.9660882550158°N,0.442773736356179°E |           |                     | Modifica les dades a Wikidata |
|        | Mas de Badòquio                   | Prat de Comte | masia        |         | 40° 57′ 51″ N, 0° 24′ 05″ E / 40.9642536161615°N,0.401434920222028°E |           |                     | Modifica les dades a Wikidata |
|        | Mas de Bertolet                   | Prat de Comte | masia        |         | 40° 58′ 27″ N, 0° 25′ 34″ E / 40.9740820978039°N,0.425993591732811°E |           |                     | Modifica les dades a Wikidata |
|        | Mas de Blai                       | Prat de Comte | masia        |         | 40° 58′ 05″ N, 0° 26′ 31″ E / 40.9681171274964°N,0.442065560603161°E |           |                     | Modifica les dades a Wikidata |
|        | Mas de Bonet del Moixet           | Prat de Comte | masia        |         | 40° 59′ 25″ N, 0° 26′ 20″ E / 40.990319282392°N,0.438817847791899°E  |           |                     | Modifica les dades a Wikidata |
|        | Mas de Bonet del Ximo             | Prat de Comte | masia        |         | 40° 59′ 22″ N, 0° 26′ 21″ E / 40.989517799563°N,0.439229260840123°E  |           |                     | Modifica les dades a Wikidata |
|        | Mas de Josep de Meix              | Prat de Comte | masia        |         | 40° 58′ 14″ N, 0° 23′ 26″ E / 40.9706634271961°N,0.390535773838867°E |           |                     | Modifica les dades a Wikidata |
|        | Mas de Moll                       | Prat de Comte | masia        |         | 40° 57′ 52″ N, 0° 24′ 07″ E / 40.9645607574323°N,0.401874391270605°E |           |                     | Modifica les dades a Wikidata |
|        | Mas de Passamonte                 | Prat de Comte | masia        |         | 40° 57′ 46″ N, 0° 24′ 29″ E / 40.962874328105°N,0.408178619086953°E  |           |                     | Modifica les dades a Wikidata |
|        | Mas de Peret                      | Prat de Comte | masia        |         | 40° 58′ 05″ N, 0° 22′ 47″ E / 40.9680114697777°N,0.379648650249001°E |           |                     | Modifica les dades a Wikidata |
|        | Mas de Rosselló                   | Prat de Comte | masia        |         | 40° 58′ 48″ N, 0° 23′ 44″ E / 40.9798854766468°N,0.395662989314283°E |           |                     | Modifica les dades a Wikidata |
|        | Mas de Socs                       | Prat de Comte | masia        |         | 40° 57′ 48″ N, 0° 24′ 42″ E / 40.9633760125882°N,0.411664194897451°E |           |                     | Modifica les dades a Wikidata |
|        | Mas de Teuleria                   | Prat de Comte | masia        |         | 40° 59′ 06″ N, 0° 24′ 01″ E / 40.9851153125622°N,0.400306591517372°E |           |                     | Modifica les dades a Wikidata |
|        | Mas de Ximo                       | Prat de Comte | masia        |         | 40° 57′ 43″ N, 0° 24′ 07″ E / 40.9620592984809°N,0.401984438408633°E |           |                     | Modifica les dades a Wikidata |
|        | Mas de Xupero                     | Prat de Comte | masia        |         | 40° 57′ 51″ N, 0° 22′ 35″ E / 40.9640578621017°N,0.376501902222866°E |           |                     | Modifica les dades a Wikidata |
|        | Mas de la Moreneta                | Prat de Comte | masia        |         | 40° 58′ 18″ N, 0° 26′ 28″ E / 40.9717777981983°N,0.44102093289175°E  |           |                     | Modifica les dades a Wikidata |
|        | Mas dels Trellassos de la Rosalia | Prat de Comte | masia        |         | 40° 58′ 51″ N, 0° 25′ 33″ E / 40.9807441331073°N,0.425853287492045°E |           |                     | Modifica les dades a Wikidata |
|        | Maset de Badòquio                 | Prat de Comte | masia        |         | 40° 58′ 11″ N, 0° 25′ 35″ E / 40.9695894059756°N,0.42647727441857°E  |           |                     | Modifica les dades a Wikidata |
|        | Maset de Mulet                    | Prat de Comte | masia        |         | 40° 58′ 17″ N, 0° 25′ 30″ E / 40.9713309398698°N,0.425007302136697°E |           |                     | Modifica les dades a Wikidata |
|        | Maset de Socs                     | Prat de Comte | masia        |         | 40° 58′ 12″ N, 0° 25′ 22″ E / 40.9701018750291°N,0.422809170816872°E |           |                     | Modifica les dades a Wikidata |
|        | la Sénia de Mateu                 | Prat de Comte | masia        |         | 40° 58′ 56″ N, 0° 24′ 15″ E / 40.9822776668047°N,0.404280877521838°E |           |                     | Modifica les dades a Wikidata |
|        | los Masos                         | Prat de Comte | masia        |         | 40° 57′ 58″ N, 0° 23′ 00″ E / 40.966171588909°N,0.38330874482633°E   |           |                     | Modifica les dades a Wikidata |

## muntanya
| imatge | Nom                     | Ubicat a                               | instància de | Detalls | coordenades | Protecció | Commons (més fotos)              | Dades a WD                    |
| ------ | ----------------------- | -------------------------------------- | ------------ | ------- | --- | --------- | -------------------------------- | ----------------------------- |
|        | Agulla de Bot           | Prat de Comte Bot                      | muntanya     |         | 41° 00′ 09″ N, 0° 24′ 31″ E / 41.0024°N,0.408725°E 518 msnm                                                                         |           | Agulla de Bot                    | Modifica les dades a Wikidata |
|        | Lo Birlot               | Prat de Comte Bot                      | muntanya     |         | 40° 58′ 53″ N, 0° 23′ 10″ E / 40.9814°N,0.386228°E 565.8 msnm                                                                       |           |                                  | Modifica les dades a Wikidata |
|        | Mola Grossa             | Paüls Prat de Comte                    | muntanya     |         | 40° 56′ 36″ N, 0° 22′ 57″ E / 40.9434°N,0.382414°E 1045 msnm                                                                        |           |                                  | Modifica les dades a Wikidata |
|        | Mola Rasa               | Paüls Prat de Comte                    | muntanya     |         | 40° 57′ 38″ N, 0° 25′ 20″ E / 40.96052778°N,0.42225°E 40° 57′ 38″ N, 0° 25′ 20″ E / 40.960555555556°N,0.42222222222222°E 641.4 msnm |           |                                  | Modifica les dades a Wikidata |
|        | Mola de Garí            | Prat de Comte Paüls                    | muntanya     |         | 40° 56′ 41″ N, 0° 23′ 15″ E / 40.9448°N,0.387369°E 1019.4 msnm                                                                      |           |                                  | Modifica les dades a Wikidata |
|        | Mola de Pasqual         | Prat de Comte                          | muntanya     |         | 40° 58′ 45″ N, 0° 25′ 46″ E / 40.9793°N,0.429583°E 551.4 msnm                                                                       |           |                                  | Modifica les dades a Wikidata |
|        | Punta de l'Esterrossall | Paüls Prat de Comte                    | muntanya     |         | 40° 57′ 18″ N, 0° 23′ 35″ E / 40.9551°N,0.393108°E 917.4 msnm                                                                       |           |                                  | Modifica les dades a Wikidata |
|        | Punta de l'Àliga        | Prat de Comte Paüls                    | muntanya     |         | 40° 57′ 30″ N, 0° 24′ 37″ E / 40.958241°N,0.410199°E 758 msnm                                                                       |           | Punta de l'Àliga (Prat de Comte) | Modifica les dades a Wikidata |
|        | Rocamala                | Bot Prat de Comte                      | muntanya     |         | 40° 59′ 34″ N, 0° 23′ 52″ E / 40.992862°N,0.397732°E 621 621.3 msnm                                                                 |           |                                  | Modifica les dades a Wikidata |
|        | Tossal d'Engrilló       | Prat de Comte Horta de Sant Joan Paüls | muntanya     |         | 40° 56′ 35″ N, 0° 22′ 15″ E / 40.9430405014°N,0.370789362269°E 1072 msnm                                                            |           | Tossal d'Engrilló                | Modifica les dades a Wikidata |
|        | la Falconera            | Prat de Comte                          | muntanya     |         | 40° 59′ 45″ N, 0° 24′ 02″ E / 40.9959°N,0.400444°E 587.5 msnm                                                                       |           |                                  | Modifica les dades a Wikidata |
|        | la Moleta               | Prat de Comte                          | muntanya     |         | 41° 00′ 21″ N, 0° 24′ 55″ E / 41.0059°N,0.415361°E 367.6 msnm                                                                       |           |                                  | Modifica les dades a Wikidata |
|        | la Tossa                | Prat de Comte                          | muntanya     |         | 40° 59′ 12″ N, 0° 25′ 14″ E / 40.98661111°N,0.42052778°E 630.7 msnm                                                                 |           |                                  | Modifica les dades a Wikidata |

## pont
| imatge | Nom                | Ubicat a      | instància de | Detalls | coordenades                                                          | Protecció | Commons (més fotos) | Dades a WD                    |
| ------ | ------------------ | ------------- | ------------ | ------- | -------------------------------------------------------------------- | --------- | ------------------- | ----------------------------- |
|        | Pont de Bartolet   | Prat de Comte | pont         |         | 40° 58′ 47″ N, 0° 23′ 30″ E / 40.9796975705151°N,0.391736449778523°E |           |                     | Modifica les dades a Wikidata |
|        | Pont de Peret      | Prat de Comte | pont         |         | 40° 58′ 06″ N, 0° 22′ 37″ E / 40.9682590776631°N,0.377072136623169°E |           |                     | Modifica les dades a Wikidata |
|        | Pont de la Bessona | Prat de Comte | pont         |         | 40° 58′ 55″ N, 0° 24′ 08″ E / 40.9818274775995°N,0.4022899077225°E   |           |                     | Modifica les dades a Wikidata |
|        | Pont del Veter     | Prat de Comte | pont         |         | 40° 58′ 28″ N, 0° 23′ 11″ E / 40.9743585745318°N,0.386266316489278°E |           |                     | Modifica les dades a Wikidata |

## serra
| imatge | Nom                | Ubicat a            | instància de | Detalls | coordenades                                                   | Protecció | Commons (més fotos) | Dades a WD                    |
| ------ | ------------------ | ------------------- | ------------ | ------- | ------------------------------------------------------------- | --------- | ------------------- | ----------------------------- |
|        | Montsagre de Paüls | Paüls Prat de Comte | serra        |         | 40° 56′ 53″ N, 0° 23′ 16″ E / 40.948°N,0.38763889°E 1045 msnm |           | Montsagre de Paüls  | Modifica les dades a Wikidata |
|        | serra dels Corrals | Prat de Comte       | serra        |         | 40° 58′ 12″ N, 0° 23′ 57″ E / 40.9701°N,0.399083°E 741.7 msnm |           |                     | Modifica les dades a Wikidata |

## Misc
| imatge | Nom                                | Ubicat a                                                                                                 | instància de                                   | Detalls                                                             | coordenades                                                                                             | Protecció                                            | Commons (més fotos)            | Dades a WD                    |
| ------ | ---------------------------------- | --- | ---------------------------------------------- | ------------------------------------------------------------------- | --- | ---------------------------------------------------- | ------------------------------ | ----------------------------- |
|        | Bassa de la Refoia                 | Prat de Comte                                                                                            | zona humida                                    | Superfície: 0.34ha                                                  | 40° 56′ 43″ N, 0° 22′ 52″ E / 40.9454°N,0.38113°E 916 msnm                                              |                                                      | Bassa de la Refoia             | Modifica les dades a Wikidata |
|        | Forn del Morruno                   | Prat de Comte                                                                                            | forn de pa                                     | Estil: arquitectura popular                                         | 40° 59′ 00″ N, 0° 24′ 21″ E / 40.983415°N,0.405716°E                                                    | bé cultural d'interès local                          | Forn del Morruno               | Modifica les dades a Wikidata |
|        | Molló de Roc                       | Prat de Comte                                                                                            | fita                                           |                                                                     | 40° 58′ 28″ N, 0° 24′ 22″ E / 40.9743485716837°N,0.406148715591217°E                                    |                                                      |                                | Modifica les dades a Wikidata |
|        | Molí de Blat                       | Prat de Comte                                                                                            | molí d'aigua                                   | Estil: arquitectura popular                                         | 40° 58′ 36″ N, 0° 25′ 12″ E / 40.97673°N,0.42004°E                                                      | bé integrant del patrimoni cultural català           |                                | Modifica les dades a Wikidata |
|        | Parc natural dels Ports            | Arnes Horta de Sant Joan Prat de Comte Alfara de Carles Paüls Roquetes Tortosa Mas de Barberans la Sénia | parc natural àrea protegida parc natural       | 2001 Superfície: 35050 35404.4537ha                                 | 40° 48′ 28″ N, 0° 19′ 07″ E / 40.80783056°N,0.31860278°E                                                |                                                      | Els Ports Natural Park         | Modifica les dades a Wikidata |
|        | Pedrera de Mateu                   | Prat de Comte                                                                                            | pedrera                                        |                                                                     | 40° 57′ 49″ N, 0° 23′ 11″ E / 40.9636614215191°N,0.386403520893229°E                                    |                                                      |                                | Modifica les dades a Wikidata |
|        | Prat de Compte train station       | Prat de Comte                                                                                            | estació de ferrocarril                         |                                                                     | 41° 00′ 12″ N, 0° 25′ 10″ E / 41.00342696782112°N,0.41935604747405225°E                                 |                                                      |                                | Modifica les dades a Wikidata |
|        | Prat de Comte                      | Prat de Comte                                                                                            | entitat singular de població capital municipal | 188 hab                                                             | 40° 59′ 01″ N, 0° 24′ 20″ E / 40.98363674°N,0.40555362°E 360 msnm                                       |                                                      |                                | Modifica les dades a Wikidata |
|        | Raval de Prat                      | Prat de Comte                                                                                            | disseminat                                     |                                                                     | 40° 58′ 52″ N, 0° 24′ 28″ E / 40.981133455268°N,0.40767588996161°E                                      |                                                      |                                | Modifica les dades a Wikidata |
|        | Sant Bartomeu de Prat de Comte     | Prat de Comte                                                                                            | església                                       | Estil: arquitectura barroca                                         | 40° 59′ 02″ N, 0° 24′ 19″ E / 40.98385°N,0.40531°E                                                      | bé cultural d'interès local                          | Sant Bartomeu de Prat de Comte | Modifica les dades a Wikidata |
|        | Teix d'Engrilló                    | Prat de Comte                                                                                            | arbre singular                                 | Taxon: teix (Taxus baccata) Ample: 10.5m Alt: 9.5m Perímetre: 4.54m | 40° 56′ 34″ N, 0° 22′ 24″ E / 40.94284°N,0.37323°E ca:Engrilló 1053 msnm                                | arbre monumental                                     | Teix d'Engrilló                | Modifica les dades a Wikidata |
|        | casa consistorial de Prat de Comte | Prat de Comte                                                                                            | casa consistorial                              |                                                                     | 40° 59′ 02″ N, 0° 24′ 18″ E / 40.9837582°N,0.4051134°E                                                  |                                                      |                                | Modifica les dades a Wikidata |
|        | coll de la Carrasqueta             | Paüls Prat de Comte                                                                                      | collada                                        |                                                                     | 40° 57′ 21″ N, 0° 24′ 07″ E / 40.9558°N,0.401938°E 778 msnm                                             |                                                      |                                | Modifica les dades a Wikidata |
|        | creu de terme de Prat de Comte     | Prat de Comte                                                                                            | creu de terme                                  |                                                                     | 40° 59′ 01″ N, 0° 24′ 19″ E / 40.98369°N,0.40522°E                                                      | bé integrant del patrimoni cultural català           | Creu de terme de Prat de Comte | Modifica les dades a Wikidata |
|        | el Canaletes                       | Horta de Sant Joan Bot Prat de Comte Gandesa el Pinell de Brai Benifallet                                | curs d'aigua                                   | Desemboca: Ebre                                                     | 40° 53′ 03″ N, 0° 21′ 33″ E / 40.88405°N,0.359131°E 40° 57′ 44″ N, 0° 30′ 33″ E / 40.96218°N,0.509157°E |                                                      | El Canaletes                   | Modifica les dades a Wikidata |
|        | l'Avenc                            | Prat de Comte                                                                                            | avenc                                          |                                                                     | 40° 59′ 19″ N, 0° 25′ 13″ E / 40.9886888824843°N,0.420242683170411°E                                    |                                                      |                                | Modifica les dades a Wikidata |
|        | lo Portal                          | Prat de Comte                                                                                            | porta de ciutat                                |                                                                     | 40° 59′ 00″ N, 0° 24′ 20″ E / 40.98347°N,0.405627°E ca:Carrer Major 356 msnm                            | bé d'interès cultural bé cultural d'interès nacional | Lo Portal (Prat de Comte)      | Modifica les dades a Wikidata |